# Championnat d'Autriche de football 1959-1960
Navigation
Saison précédente Saison suivante
La saison 1959-1960 du Championnat d'Autriche de football était la 49e édition du championnat de première division en Autriche. La Staatsliga A regroupe les 14 meilleurs clubs du pays au sein d'une poule unique où ils s'affrontent deux fois au cours de la saison, à domicile et à l'extérieur. À la fin de la saison, les 2 derniers du classement sont relégués et remplacés par les 2 meilleurs clubs de Regionalliga Est et Centre tandis que le 12e dispute un barrage face au premier de Regionalliga Ouest.
C'est le SK Rapid Vienne qui remporte le championnat en terminant en tête du classement final, avec 4 points d'avance sur un trio composé du double tenant du titre, le Wiener Sport-Club, du Wiener AC et du First Vienna FC. C'est le 22e titre de champion d'Autriche de l'histoire du club.

## Les 14 clubs participants
| - Wiener Sport-Club - SK Rapid Vienne - Wacker AC - First Vienna FC - 1. Simmeringer SC - 1. Wiener Neustädter SC - Promu de Staatsliga B - Wiener AC | - Linzer ASK - SK Admira Vienne - Kremser SC - FK Austria Vienne - Grazer AK - WSV Donawitz - SV Austria Salzbourg - Promu de Staatsliga B |

## Compétition

### Classement
Le barème utilisé pour établir le classement est le suivant :
- Victoire : 2 points
- Match nul : 1 point
- Défaite : 0 point

| Rang | Équipe                    | Pts | J  | G  | N | P  | Bp | Bc | Diff |
| ---- | ------------------------- | --- | -- | -- | - | -- | -- | -- | ---- |
| 1    | SK Rapid Vienne           | 42  | 26 | 18 | 6 | 2  | 87 | 32 | +55  |
| 2    | Wiener Sport-Club T       | 38  | 26 | 17 | 4 | 5  | 71 | 35 | +36  |
| 3    | Wiener AC                 | 38  | 26 | 17 | 4 | 5  | 74 | 43 | +31  |
| 4    | First Vienna FC           | 38  | 26 | 17 | 4 | 5  | 81 | 50 | +31  |
| 5    | FK Austria Vienne C       | 30  | 26 | 12 | 6 | 8  | 67 | 49 | +18  |
| 6    | 1. Simmeringer SC         | 28  | 26 | 11 | 6 | 9  | 51 | 49 | +2   |
| 7    | Linzer ASK                | 26  | 26 | 9  | 8 | 9  | 54 | 57 | -3   |
| 8    | Wacker AC                 | 20  | 26 | 7  | 6 | 13 | 47 | 57 | -10  |
| 9    | 1. Wiener Neustädter SC P | 20  | 26 | 6  | 8 | 12 | 49 | 79 | -30  |
| 10   | Grazer AK                 | 19  | 26 | 7  | 5 | 14 | 45 | 55 | -10  |
| 11   | SV Austria Salzbourg P    | 19  | 26 | 5  | 9 | 12 | 42 | 67 | -25  |
| 12   | Kremser SC                | 18  | 26 | 6  | 6 | 14 | 44 | 65 | -21  |
| 13   | WSV Donawitz              | 17  | 26 | 7  | 3 | 16 | 39 | 73 | -34  |
| 14   | SK Admira Vienne          | 11  | 26 | 3  | 5 | 18 | 31 | 71 | -40  |

|  | Qualification pour la Coupe des clubs champions 1960-1961                      |
|  | Qualification pour la Coupe des Coupes 1960-1961 et pour la Coupe Mitropa 1960 |
|  | Qualification pour la Coupe Mitropa 1960                                       |
|  | Participation au barrage de promotion-relégation                               |
|  | Relégation directe en Regionalliga                                             |
|  | T Tenant du titre C Vainqueur de la Coupe d'Autriche P Promu de Regionalliga   |

### Matchs

#### Barrage de promotion-relégation
Le 12e du classement de Staatsliga doit rencontrer le champion de Regionalliga Ouest afin de connaître le dernier participant au championnat de première division la saison prochaine.
| Équipe 1   | Résultat | Équipe 2                   | Aller | Retour |
| ---------- | -------- | -------------------------- | ----- | ------ |
| Kremser SC | 5 - 6    | FC Dornbirn (Regionalliga) | 2 - 4 | 3 - 2  |

## Bilan de la saison
| Championnat d'Autriche de football 1959-1960 |                                                                                            |
| Champion                                     | SK Rapid Vienne (22e titre)                                                                |
| Coupes et trophées                           |                                                                                            |
| Vainqueur de la Coupe d'Autriche 1959-1960   | FK Austria Vienne                                                                          |
| Qualifications continentales                 |                                                                                            |
| Coupe d'Europe des clubs champions 1960-1961 | SK Rapid Vienne                                                                            |
| Coupe des Coupes 1960-1961                   | FK Austria Vienne                                                                          |
| Coupe Mitropa 1960                           | Wiener Sport-Club Wiener AC First Vienna FC FK Austria Vienne 1. Simmeringer SC Linzer ASK |
| Promotions et relégations                    |                                                                                            |
| Promus en Staatsliga A                       | SVS Linz                                                                                   |
| Promus en Staatsliga A                       | 1. Schwechater SC                                                                          |
| Promus en Staatsliga A                       | FC Dornbirn                                                                                |
| Relégués en Regionalliga                     | WSV Donawitz                                                                               |
| Relégués en Regionalliga                     | SK Admira Vienne                                                                           |
| Relégués en Regionalliga                     | Kremser SC                                                                                 |